# Vouacapoua americana
Vouacapoua americana ist ein Baum in der Familie der Hülsenfrüchtler aus der Unterfamilie der Johannisbrotgewächse aus dem östlichen und nördlichen Brasilien bis in die Guyanas. Die Art gilt als stark gefährdet.

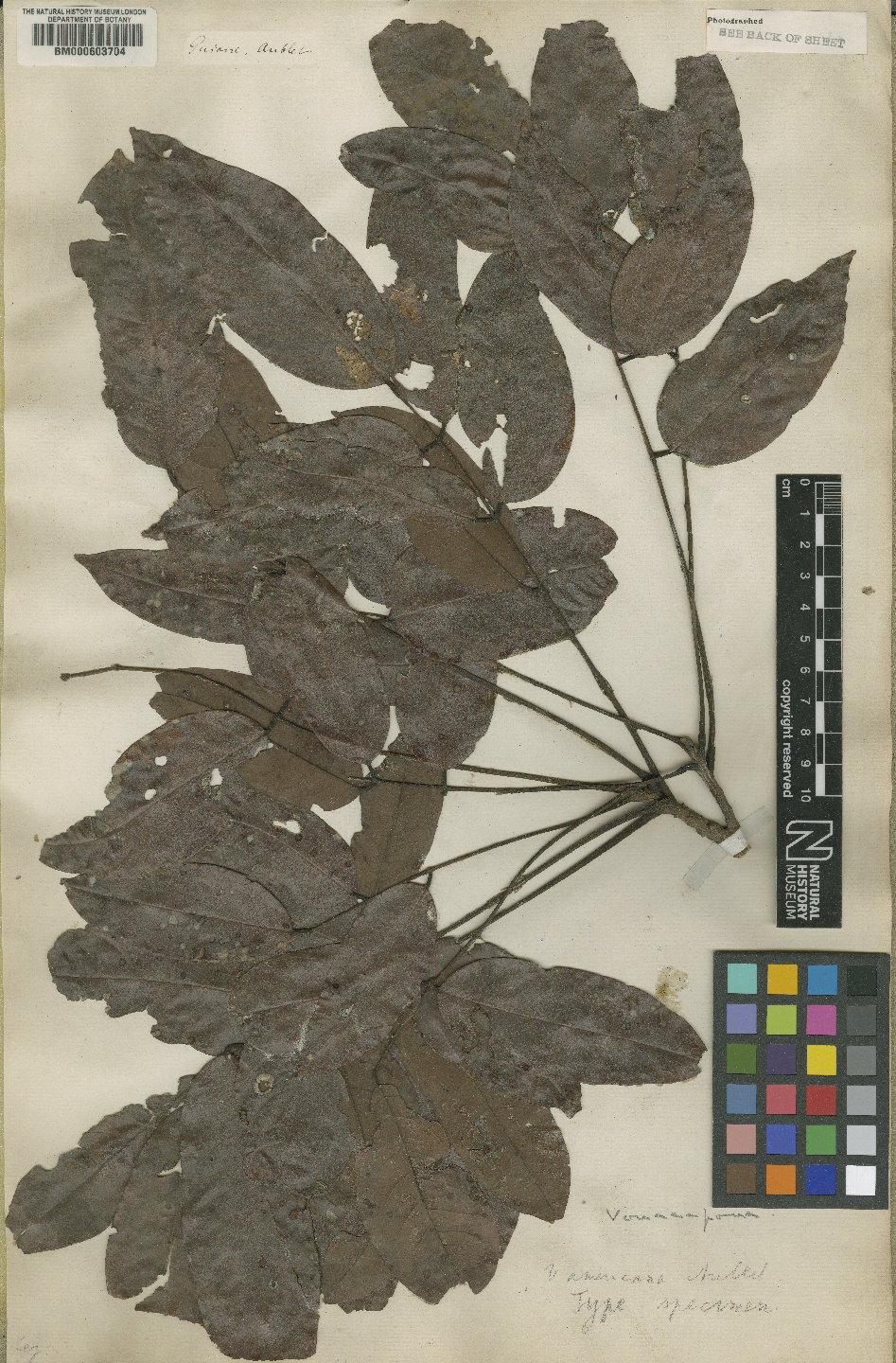
Herbarexemplar

## Beschreibung
Vouacapoua americana wächst als halbimmergrüner Baum bis zu 35 Meter hoch. Der Stammdurchmesser erreicht bis über 90 Zentimeter. Es sind öfters schmälere Brettwurzeln oder höhere Wurzelanläufe ausgebildet oder der Stamm ist geriffelt bis „gefenstert“.
Die wechselständigen, schraubig angeordneten und gestielten Laubblätter sind unpaarig gefiedert mit bis zu 11 Blättchen. Der Blattstiel ist bis 11 Zentimeter lang. Die kurz gestielten, eiförmigen bis -lanzettlichen oder elliptischen Blättchen sind kahl, ganzrandig, spitz bis zugespitzt oder geschwänzt und bis zu 18 Zentimeter lang. An der Rhachis, zwischen den Blättchen, können Drüsen vorkommen.
Es werden endständige und vielblütige, bräunlich-gelb behaarte Rispen gebildet. Die kleinen, zwittrigen und kurz gestielten, gelblichen Blüten sind fünfzählig mit doppelter Blütenhülle. Die kurz verwachsenen Kelchblätter und der kleine Blütenbecher sind außen dicht bräunlich-gelb behaart. Die kleinen, bis 5 Millimeter langen Kronblätter sind verkehrt-eiförmig. Es sind 10 kurze Staubblätter ausgebildet. Der kurz gestielte und dicht behaarte Fruchtknoten mit kurzem, kahlem Griffel und bewimperter Narbe ist mittelständig. Es sind Nektarien im Blütenbecher vorhanden.
Es werden bis 8 Zentimeter lange, rundliche bis verkehrt-eiförmige, birnenförmige, einsamige und samtig behaarte, fein noppelige, braune, bespitzte, sich einseitig öffnende Hülsenfrüchte gebildet. Die rundlichen bis eiförmigen, kahlen und ledrigen, glänzenden, braunen Samen sind bis 2–4 Zentimeter groß.

## Taxonomie
Vouacapoua americana wurde 1775 von Jean Baptiste Christophore Fusée Aublet in Histoire des Plantes de la Guiane françoise ... Band 2 (Suppl.) Seite 9 erstbeschrieben. Ein Synonym ist Andira aubletii Benth.

## Verwendung
Das schwere, harte und sehr beständige, gröbere Holz, Rebhuhnholz, wird vielfältig genutzt. Es ist bekannt als Wacapou,  Acapu, Braunherzholz, Brownheart, Partridgewood oder Bruinheart. Ähnlich ist das Holz von Vouacapoua macropetala aus Guyana.